# Vierde divisie 2025/26
Het voetbalseizoen 2025/26 van de Vierde Divisie is het 52e seizoen van deze competitie voor zondagteams, het 30e seizoen van deze competitie voor zaterdagteams en het vierde seizoen onder deze naam. De vierde divisie is het vijfde niveau in het Nederlandse voetbal en het derde amateurniveau. De Vierde divisie bestaat uit vier competities met elk zestien teams.
Het seizoen gaat van start op 23 en 24 augustus 2025 en de laatste speelronde staat gepland op 23 mei 2026.

## Speeldagen
In het algemeen worden de wedstrijden op zaterdagmiddag gespeeld. Een wedstrijd tussen twee zondagploegen wordt veelal op zondagmiddag afgewerkt.

## Vierde Divisie A

### Ploegen
| Ploeg               | Plaats     | Sportpark                   | Speeldag  |
| ------------------- | ---------- | --------------------------- | --------- |
| FC Aalsmeer         | Aalsmeer   | Sportpark Hornmeer          | Zaterdag  |
| AFC '34             | Alkmaar    | Robonsbosweg                | Zondag    |
| Ajax (amateurs)     | Amsterdam  | De Toekomst                 | Zaterdag  |
| RKVV DEM            | Beverwijk  | Sportpark Adrichem          | Zondag    |
| DVVA                | Amsterdam  | Sportpark Drieburg          | Zaterdag* |
| HBC                 | Heemstede  | HBC Sportpark de Toekomst   | Zondag    |
| HVV Hollandia       | Hoorn      | Julianapark                 | Zondag    |
| SV Hoofddorp        | Hoofddorp  | Sportcomplex De IJvelden    | Zondag    |
| JOS Watergraafsmeer | Amsterdam  | Sportpark Drieburg          | Zaterdag  |
| SV Kampong          | Utrecht    | Sportpark Maarschalkerweerd | Zondag    |
| ODIN '59            | Heemskerk  | Sportpark Assumburg         | Zaterdag* |
| VPV Purmersteijn    | Purmerend  | Purmersteijn                | Zondag    |
| SJC                 | Noordwijk  | Lageweg                     | Zondag    |
| AVV Swift           | Amsterdam  | Olympiaplein                | Zaterdag  |
| Ter Leede           | Sassenheim | De Roodemolen               | Zaterdag* |
| Victoria            | Hilversum  | Sportpark Loosdrecht        | Zaterdag  |

* Principiële zaterdagclubs spelen hun wedstrijden altijd op zaterdag.

### Stand
| Pos | Team                | Wed | W | G | V | Ptn | DV | DT | +/− | Promotie, kwalificatie of degradatie        |
| --- | ------------------- | --- | - | - | - | --- | -- | -- | --- | ------------------------------------------- |
| 1   | FC Aalsmeer         | 0   | 0 | 0 | 0 | 0   | 0  | 0  | 0   | Promotie naar de Derde divisie              |
| 2   | AFC '34             | 0   | 0 | 0 | 0 | 0   | 0  | 0  | 0   | Gekwalificeerd voor de promotie play-offs   |
| 3   | Ajax (amateurs)     | 0   | 0 | 0 | 0 | 0   | 0  | 0  | 0   | Gekwalificeerd voor de promotie play-offs   |
| 4   | RKVV DEM            | 0   | 0 | 0 | 0 | 0   | 0  | 0  | 0   | Gekwalificeerd voor de promotie play-offs   |
| 5   | DVVA                | 0   | 0 | 0 | 0 | 0   | 0  | 0  | 0   |                                             |
| 6   | HBC                 | 0   | 0 | 0 | 0 | 0   | 0  | 0  | 0   |                                             |
| 7   | HVV Hollandia       | 0   | 0 | 0 | 0 | 0   | 0  | 0  | 0   |                                             |
| 8   | SV Hoofddorp        | 0   | 0 | 0 | 0 | 0   | 0  | 0  | 0   |                                             |
| 9   | JOS Watergraafsmeer | 0   | 0 | 0 | 0 | 0   | 0  | 0  | 0   |                                             |
| 10  | SV Kampong          | 0   | 0 | 0 | 0 | 0   | 0  | 0  | 0   |                                             |
| 11  | ODIN '59            | 0   | 0 | 0 | 0 | 0   | 0  | 0  | 0   |                                             |
| 12  | VPV Purmersteijn    | 0   | 0 | 0 | 0 | 0   | 0  | 0  | 0   |                                             |
| 13  | SJC                 | 0   | 0 | 0 | 0 | 0   | 0  | 0  | 0   | Gekwalificeerd voor de degradatie play-offs |
| 14  | AVV Swift           | 0   | 0 | 0 | 0 | 0   | 0  | 0  | 0   | Gekwalificeerd voor de degradatie play-offs |
| 15  | Ter Leede           | 0   | 0 | 0 | 0 | 0   | 0  | 0  | 0   | Degradatie naar de Eerste klasse            |
| 16  | Victoria            | 0   | 0 | 0 | 0 | 0   | 0  | 0  | 0   | Degradatie naar de Eerste klasse            |

## Vierde Divisie B

### Ploegen
| Ploeg             | Plaats             | Sportpark                 | Speeldag  |
| ----------------- | ------------------ | ------------------------- | --------- |
| vv Capelle        | Capelle a/d IJssel | 't Slot                   | Zaterdag* |
| SC Feyenoord      | Rotterdam          | Varkenoord                | Zaterdag  |
| FC 's-Gravenzande | 's-Gravenzande     | Juliana Sportpark         | Zaterdag* |
| RKSV Halsteren    | Halsteren          | De Beek                   | Zondag    |
| HBS               | Den Haag           | Daal en Bergselaan        | Zondag    |
| VV Heerjansdam    | Heerjansdam        | De Molenwei               | Zaterdag* |
| De Jodan Boys     | Gouda              | Sportpark de Oosterwei    | Zaterdag* |
| SV Poortugaal     | Poortugaal         | Polder Albrandswaard      | Zaterdag  |
| Quick (H)         | Den Haag           | Sportpark Nieuw Hanenburg | Zondag    |
| RKAVV             | Leidschendam       | Kastelenring              | Zaterdag  |
| VV SHO            | Oud-Beijerland     | Sportcomplex Kikkershoek  | Zaterdag* |
| VV Smitshoek      | Barendrecht        | Smitshoek                 | Zaterdag* |
| VOC               | Rotterdam          | Hazelaarweg               | Zondag    |
| VUC               | Den Haag           | Het Kleine Loo            | Zaterdag  |
| RKVV Westlandia   | Naaldwijk          | De Hoge Bomen             | Zondag    |
| XerxesDZB         | Rotterdam          | Sportpark Faas Wilkes     | Zaterdag  |

* Principiële zaterdagclubs spelen hun wedstrijden altijd op zaterdag.

### Stand
| Pos | Team              | Wed | W | G | V | Ptn | DV | DT | +/− | Promotie, kwalificatie of degradatie        |
| --- | ----------------- | --- | - | - | - | --- | -- | -- | --- | ------------------------------------------- |
| 1   | vv Capelle        | 0   | 0 | 0 | 0 | 0   | 0  | 0  | 0   | Promotie naar de Derde divisie              |
| 2   | SC Feyenoord      | 0   | 0 | 0 | 0 | 0   | 0  | 0  | 0   | Gekwalificeerd voor de promotie play-offs   |
| 3   | FC 's-Gravenzande | 0   | 0 | 0 | 0 | 0   | 0  | 0  | 0   | Gekwalificeerd voor de promotie play-offs   |
| 4   | RKSV Halsteren    | 0   | 0 | 0 | 0 | 0   | 0  | 0  | 0   | Gekwalificeerd voor de promotie play-offs   |
| 5   | HBS               | 0   | 0 | 0 | 0 | 0   | 0  | 0  | 0   |                                             |
| 6   | VV Heerjansdam    | 0   | 0 | 0 | 0 | 0   | 0  | 0  | 0   |                                             |
| 7   | De Jodan Boys     | 0   | 0 | 0 | 0 | 0   | 0  | 0  | 0   |                                             |
| 8   | SV Poortugaal     | 0   | 0 | 0 | 0 | 0   | 0  | 0  | 0   |                                             |
| 9   | Quick (H)         | 0   | 0 | 0 | 0 | 0   | 0  | 0  | 0   |                                             |
| 10  | RKAVV             | 0   | 0 | 0 | 0 | 0   | 0  | 0  | 0   |                                             |
| 11  | VV SHO            | 0   | 0 | 0 | 0 | 0   | 0  | 0  | 0   |                                             |
| 12  | VV Smitshoek      | 0   | 0 | 0 | 0 | 0   | 0  | 0  | 0   |                                             |
| 13  | VOC               | 0   | 0 | 0 | 0 | 0   | 0  | 0  | 0   | Gekwalificeerd voor de degradatie play-offs |
| 14  | VUC               | 0   | 0 | 0 | 0 | 0   | 0  | 0  | 0   | Gekwalificeerd voor de degradatie play-offs |
| 15  | RKVV Westlandia   | 0   | 0 | 0 | 0 | 0   | 0  | 0  | 0   | Degradatie naar de Eerste klasse            |
| 16  | XerxesDZB         | 0   | 0 | 0 | 0 | 0   | 0  | 0  | 0   | Degradatie naar de Eerste klasse            |

## Vierde Divisie C

### Ploegen
| Ploeg            | Plaats       | Sportpark                  | Speeldag  |
| ---------------- | ------------ | -------------------------- | --------- |
| Achilles Veen    | Veen         | De Hanen Weide             | Zaterdag* |
| AWC              | Wijchen      | Sportpark De Wijchert      | Zondag    |
| VV Baronie       | Breda        | Sportpark de Blauwe Kei    | Zondag    |
| VV Dongen        | Dongen       | De Biezen                  | Zondag    |
| EVV              | Echt         | "In de Bandert"            | Zondag    |
| SV Juliana '31   | Malden       | De Broeklanden             | Zondag    |
| SV Laar          | Laar         | Sportpark Laarderveld      | Zondag    |
| LRC              | Leerdam      | Glaspark                   | Zaterdag* |
| MASV             | Arnhem       | Malburgen-West             | Zondag    |
| RKSV Mierlo-Hout | Helmond      | Sportpark De Beemd         | Zondag    |
| OJC Rosmalen     | Rosmalen     | Sportpark De Groote Wielen | Zondag    |
| SV Orion         | Nijmegen     | Mariënbosch                | Zondag    |
| Unitas '30       | Etten-Leur   | De Lage Banken             | Zondag    |
| SV Valkenswaard  | Valkenswaard | Sportpark Den Dries        | Zondag    |
| SV Venray        | Venray       | De Wieën                   | Zondag    |
| RKSV Wittenhorst | Horst        | Ter Horst                  | Zondag    |

* Principiële zaterdagclubs spelen hun wedstrijden altijd op zaterdag.

## Vierde Divisie D

### Ploegen
| Ploeg            | Plaats      | Sportpark               | Speeldag  |
| ---------------- | ----------- | ----------------------- | --------- |
| AZSV             | Aalten      | Villekamp               | Zaterdag* |
| DETO             | Vriezenveen | Het Midden              | Zaterdag* |
| DZC '68          | Doetinchem  | Sportpark Zuid          | Zaterdag* |
| Flevo Boys       | Emmeloord   | Sportpark Ervenbos      | Zaterdag* |
| VV Heino         | Heino       | De Kampen               | Zondag    |
| VV Hoogland      | Hoogland    | Langenoord              | Zondag    |
| HZVV             | Hoogeveen   | Bentinckspark           | Zaterdag* |
| NEO              | Borne       |                         | Zondag    |
| d'Olde Veste '54 | Steenwijk   | Sportpark Parallelweg   | Zaterdag* |
| ONS Sneek        | Sneek       | Zuidersportpark         | Zaterdag* |
| PKC '83          | Groningen   | Sportpark de Kring      | Zaterdag* |
| Quick '20        | Oldenzaal   | Vondersweijde           | Zaterdag  |
| SDV Barneveld    | Barneveld   | Norschoten              | Zaterdag* |
| SVZW             | Wierden     | Het Lageveld            | Zaterdag* |
| TVC '28          | Tubbergen   | De Grote Moat           | Zondag    |
| WHC              | Wezep       | Sportpark Mulderssingel | Zaterdag* |

* Principiële zaterdagclubs spelen hun wedstrijden altijd op zaterdag.
Vanaf 2016 staan alle competities op 1 pagina.